# Cacau
Cacau, pseudonimo di Claudemir Jerônimo Barreto (Santo André, 27 marzo 1981), è un ex calciatore brasiliano naturalizzato tedesco, di ruolo attaccante.
Deve il suo soprannome al fatto che, da bambino, pronunciava il suo nome Cacaudemir anziché Claudemir.

## Carriera

### Club
Cacau iniziò la sua carriera nel Nacional di San Paolo, per poi trasferirsi in Germania nel Türkgücü, squadra rappresentante la comunità turca in Germania, con la quale disputò il campionato regionale.
Dopo buoni risultati nel campionato regionale tedesco venne acquistato dal Norimberga, che lo incluse nei ranghi della squadra riserve. Nel novembre 2001 debuttò in prima squadra. Il 9 dicembre 2001, alla sua seconda presenza in prima squadra, segnò 2 reti nella partita contro il Bayer Leverkusen. Giocò 17 volte, con 6 reti nella stagione 2001-2002.
La stagione successiva (2002-2003) gli fu preferito Saša Ḱiriḱ, che segnò 12 reti. Nel gennaio 2003 firmò con lo Stoccarda. Alla sua prima stagione allo Stoccarda, che partecipava alla Champions League, Cacau giocò 4 partite, fino all'ottavo di finale contro il Chelsea. In campionato segnò 4 reti.
Durante la stagione 2004-2005, allenato da Matthias Sammer, Cacau fu il secondo miglior realizzatore della sua squadra in Bundesliga con 12 reti, e ne realizzò 7 in Coppa UEFA. Al termine della stagione lo Stoccarda si piazzò quinto.
Nella stagione 2005-2006, allenato da Giovanni Trapattoni, Cacau segnò 4 reti in Bundesliga. Nella stagione 2006-2007, con 13 reti, fu il secondo realizzatore della squadra, dietro Mario Gómez, a cui si aggiunsero 4 reti in Coppa Nazionale.
Dal 20 al 27 febbraio 2010 segnò 7 reti in 7 giorni, tra campionato e coppa. Il suo contratto, in scadenza il 30 giugno 2010, fu rinnovato il 1º maggio 2010.
Segnò il primo gol della stagione della sua squadra nella vittoria per 3-0 conto lo Schalke 04.

### Nazionale
Non essendo mai sceso in campo col Brasile, e avendo ottenuto il passaporto tedesco dopo 8 anni in Germania, fu convocato dal commissario tecnico tedesco Joachim Löw il 19 maggio 2009 per due amichevoli con Cina e Emirati Arabi Uniti, facendo il suo debutto il 29 maggio nella partita contro la Cina (terminata 1-1), entrando nel secondo tempo al posto di Mario Gómez.
Il 7 maggio 2010 Löw lo inserì nella lista dei 27 pre-convocati per il Mondiale 2010. Il 12 maggio segnò i primi gol con la maglia tedesca, realizzando una doppietta nel 3-0 con cui la Germania sconfisse Malta. Convocato per la fase finale del mondiale, nella prima giornata della fase a gironi, il 13 giugno 2010, realizzò il gol del definitivo 4-0 contro l'Australia.
Non fu convocato per Euro 2012, e nello stesso anno giocò l'ultima gara in nazionale nell'amichevole persa 5-3 contro la Svizzera prima della manifestazione continentale.

## Statistiche

### Presenze e reti nei club
Statistiche aggiornate al 7 febbraio 2016.
| Stagione            | Squadra             | Campionato          | Campionato | Campionato | Coppe nazionali | Coppe nazionali | Coppe nazionali | Coppe continentali | Coppe continentali | Coppe continentali | Altre coppe | Altre coppe | Altre coppe | Totale | Totale |
| Stagione            | Squadra             | Comp                | Pres       | Reti       | Comp            | Pres            | Reti            | Comp               | Pres               | Reti               | Comp        | Pres        | Reti        | Pres   | Reti   |
| ------------------- | ------------------- | ------------------- | ---------- | ---------- | --------------- | --------------- | --------------- | ------------------ | ------------------ | ------------------ | ----------- | ----------- | ----------- | ------ | ------ |
| 2001-2002           | Norimberga          | BL                  | 17         | 6          | -               | -               | -               | -                  | -                  | -                  | -           | -           | -           | 17     | 6      |
| 2002-2003           | Norimberga          | BL                  | 27         | 2          | CG              | 2               | 0               | -                  | -                  | -                  | -           | -           | -           | 29     | 2      |
| Totale Norimberga   | Totale Norimberga   | Totale Norimberga   | 44         | 8          |                 | 2               | 0               |                    | -                  | -                  |             | -           | -           | 46     | 8      |
| 2003-2004           | Stoccarda           | BL                  | 16         | 4          | CG+CdL          | 3+1             | 1+0             | UCL                | 4                  | 0                  | -           | -           | -           | 24     | 5      |
| 2004-2005           | Stoccarda           | BL                  | 32         | 12         | CG+CdL          | 3+2             | 2+2             | CU                 | 8                  | 7                  | -           | -           | -           | 45     | 23     |
| 2005-2006           | Stoccarda           | BL                  | 20         | 4          | CG+CdL          | 1+3             | 1+0             | CU                 | 5                  | 0                  | -           | -           | -           | 29     | 5      |
| 2006-2007           | Stoccarda           | BL                  | 32         | 13         | CG              | 6               | 5               | -                  | -                  | -                  | -           | -           | -           | 38     | 18     |
| 2007-2008           | Stoccarda           | BL                  | 27         | 9          | CG+CdL          | 1+1             | 0+0             | UCL                | 5                  | 1                  | -           | -           | -           | 34     | 10     |
| 2008-2009           | Stoccarda           | BL                  | 25         | 7          | CG              | 1               | 1               | Int+CU             | 1+5                | 0+0                | -           | -           | -           | 32     | 8      |
| 2009-2010           | Stoccarda           | BL                  | 25         | 13         | CG              | 2               | 2               | UCL                | 6                  | 1                  | -           | -           | -           | 33     | 16     |
| 2010-2011           | Stoccarda           | BL                  | 27         | 9          | CG              | 2               | 2               | UEL                | 6                  | 1                  | -           | -           | -           | 35     | 12     |
| 2011-2012           | Stoccarda           | BL                  | 33         | 8          | CG              | 0               | 0               | -                  | -                  | -                  | -           | -           | -           | 33     | 8      |
| 2012-2013           | Stoccarda           | BL                  | 5          | 1          | CG              | 2               | 0               | UEL                | 4                  | 0                  | -           | -           | -           | 11     | 1      |
| 2013-2014           | Stoccarda           | BL                  | 21         | 1          | CG              | 2               | 0               | UEL                | 4                  | 0                  | -           | -           | -           | 27     | 1      |
| Totale Stoccarda    | Totale Stoccarda    | Totale Stoccarda    | 263        | 80         |                 | 30              | 16              |                    | 48                 | 10                 |             | -           | -           | 341    | 106    |
| 2014                | Cerezo Osaka        | J1L                 | 12         | 5          | CI+CJ. L        | 1+2             | 0+0             | AFCCL              | 0                  | 0                  | -           | -           | -           | 15     | 5      |
| 2015                | Cerezo Osaka        | J2L                 | 12         | 2          | CI+CJ. L        | 0+0             | 0+0             | -                  | -                  | -                  | -           | -           | -           | 12     | 2      |
| Totale Cerezo Osaka | Totale Cerezo Osaka | Totale Cerezo Osaka | 24         | 7          |                 | 3               | 0               |                    | -                  | -                  |             | -           | -           | 27     | 7      |
| 2015-2016           | Stoccarda II        | 3.L                 | 9          | 3          | -               | -               | -               | -                  | -                  | -                  | -           | -           | -           | 9      | 3      |
| Totale              | Totale              | Totale              | 340        | 98         |                 | 35              | 16              |                    | 48                 | 10                 |             | -           | -           | 423    | 124    |

### Cronologia presenze e reti in nazionale
| Cronologia completa delle presenze e delle reti in nazionale ― Germania | Cronologia completa delle presenze e delle reti in nazionale ― Germania | Cronologia completa delle presenze e delle reti in nazionale ― Germania | Cronologia completa delle presenze e delle reti in nazionale ― Germania | Cronologia completa delle presenze e delle reti in nazionale ― Germania | Cronologia completa delle presenze e delle reti in nazionale ― Germania | Cronologia completa delle presenze e delle reti in nazionale ― Germania | Cronologia completa delle presenze e delle reti in nazionale ― Germania |
| Data                                                                    | Città                                                                   | In casa                                                                 | Risultato                                                               | Ospiti                                                                  | Competizione                                                            | Reti                                                                    | Note                                                                    |
| ----------------------------------------------------------------------- | ----------------------------------------------------------------------- | ----------------------------------------------------------------------- | ----------------------------------------------------------------------- | ----------------------------------------------------------------------- | ----------------------------------------------------------------------- | ----------------------------------------------------------------------- | ----------------------------------------------------------------------- |
| 29-5-2009                                                               | Shanghai                                                                | Cina                                                                    | 1 – 1                                                                   | Germania                                                                | Amichevole                                                              | -                                                                       |                                                                         |
| 2-6-2009                                                                | Dubai                                                                   | Emirati Arabi Uniti                                                     | 2 – 7                                                                   | Germania                                                                | Amichevole                                                              | -                                                                       |                                                                         |
| 12-8-2009                                                               | Baku                                                                    | Azerbaigian                                                             | 0 – 2                                                                   | Germania                                                                | Qual. Mondiali 2010                                                     | -                                                                       |                                                                         |
| 14-10-2009                                                              | Amburgo                                                                 | Germania                                                                | 1 – 1                                                                   | Finlandia                                                               | Qual. Mondiali 2010                                                     | -                                                                       |                                                                         |
| 3-3-2010                                                                | Monaco di Baviera                                                       | Germania                                                                | 0 – 1                                                                   | Argentina                                                               | Amichevole                                                              | -                                                                       |                                                                         |
| 13-5-2010                                                               | Aquisgrana                                                              | Germania                                                                | 3 – 0                                                                   | Malta                                                                   | Amichevole                                                              | 2                                                                       |                                                                         |
| 29-5-2010                                                               | Budapest                                                                | Ungheria                                                                | 0 – 3                                                                   | Germania                                                                | Amichevole                                                              | 1                                                                       |                                                                         |
| 3-6-2010                                                                | Francoforte sul Meno                                                    | Germania                                                                | 3 – 1                                                                   | Bosnia ed Erzegovina                                                    | Amichevole                                                              | -                                                                       |                                                                         |
| 13-6-2010                                                               | Durban                                                                  | Germania                                                                | 4 – 0                                                                   | Australia                                                               | Mondiali 2010 - 1º turno                                                | 1                                                                       |                                                                         |
| 18-6-2010                                                               | Port Elizabeth                                                          | Germania                                                                | 0 – 1                                                                   | Serbia                                                                  | Mondiali 2010 - 1º turno                                                | -                                                                       |                                                                         |
| 23-6-2010                                                               | Johannesburg                                                            | Ghana                                                                   | 0 – 1                                                                   | Germania                                                                | Mondiali 2010 - 1º turno                                                | -                                                                       |                                                                         |
| 10-7-2010                                                               | Port Elizabeth                                                          | Uruguay                                                                 | 2 – 3                                                                   | Germania                                                                | Mondiali 2010 - Finale 3º posto                                         | -                                                                       |                                                                         |
| 3-9-2010                                                                | Bruxelles                                                               | Belgio                                                                  | 0 – 1                                                                   | Germania                                                                | Qual. Euro 2012                                                         | -                                                                       |                                                                         |
| 7-9-2010                                                                | Colonia                                                                 | Germania                                                                | 6 – 1                                                                   | Azerbaigian                                                             | Qual. Euro 2012                                                         | -                                                                       |                                                                         |
| 8-10-2010                                                               | Berlino                                                                 | Germania                                                                | 3 – 0                                                                   | Turchia                                                                 | Qual. Euro 2012                                                         | -                                                                       |                                                                         |
| 12-10-2010                                                              | Astana                                                                  | Kazakistan                                                              | 0 – 3                                                                   | Germania                                                                | Qual. Euro 2012                                                         | -                                                                       |                                                                         |
| 17-11-2010                                                              | Göteborg                                                                | Svezia                                                                  | 0 – 0                                                                   | Germania                                                                | Amichevole                                                              | -                                                                       |                                                                         |
| 10-8-2011                                                               | Stoccarda                                                               | Germania                                                                | 3 – 2                                                                   | Brasile                                                                 | Amichevole                                                              | -                                                                       |                                                                         |
| 6-9-2011                                                                | Danzica                                                                 | Polonia                                                                 | 2 – 2                                                                   | Germania                                                                | Amichevole                                                              | 1                                                                       |                                                                         |
| 11-10-2011                                                              | Düsseldorf                                                              | Germania                                                                | 3 – 1                                                                   | Belgio                                                                  | Qual. Euro 2012                                                         | -                                                                       |                                                                         |
| 11-11-2011                                                              | Kiev                                                                    | Ucraina                                                                 | 3 – 3                                                                   | Germania                                                                | Amichevole                                                              | -                                                                       |                                                                         |
| 29-2-2012                                                               | Brema                                                                   | Germania                                                                | 1 – 2                                                                   | Francia                                                                 | Amichevole                                                              | 1                                                                       |                                                                         |
| 26-5-2012                                                               | Basilea                                                                 | Svizzera                                                                | 5 – 3                                                                   | Germania                                                                | Amichevole                                                              | -                                                                       |                                                                         |
| Totale                                                                  |                                                                         | Presenze                                                                | 23                                                                      |                                                                         | Reti                                                                    | 6                                                                       |                                                                         |

## Palmarès
- Campionato tedesco: 1

Stoccarda: 2006-2007